# Cygniella
Cygniella là một chi rêu trong họ Ditrichaceae.